# Сморчок конический

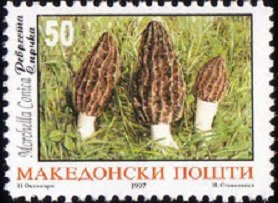
Почтовая марка Македонии (1997)

Сморчо́к кони́ческий (лат. Morchella conica) — съедобный гриб рода Сморчки семейства Сморчковые. 

## Описание
Плодовое тело — апотеций шляпконожечной формы.
«Шляпка» сморчка конического имеет удлинённо-коническую форму; по краю по всей своей окружности плотно прирастает к «ножке». Её высота — 3—9 см, что обычно составляет около 2/3 или 1/2 от высоты ножки, диаметр — 2—4 (до 8) см; окраска — от жёлто-бурой до чёрно-бурая (как правило, коричневого или грязно-коричневого оттенка), иногда серовато-чёрная. Внутри шляпка полая. На поверхности шляпки расположены сильно выступающие складки или рёбра (более тёмные, чем остальная поверхность), которые делят её на более или менее правильно расположенные, вытянутые сверху вниз ячейки. Ячейки различаются по глубине, размеру и форме; выстланы гимением.
«Ножка» обычно цилиндрическая, у основания утолщённая или несколько суженная, высотой 2—4,5 см и толщиной 1,5—3 см. Внутри ножка, как и шляпка, полая. Поверхность ножки покрыта продольными бороздками и кажется слегка бархатистой или зернистой. Цвет ножки в зависимости от возраста гриба варьирует от белого до желтоватого или светло-орехового; у молодых грибов он светлее. Подсыхая, ножка сереет и начинает напоминать резину.
Мякоть сморчка конического белая или кремовая, тонкая, восковидная, нежная и хрупкая, быстро пересыхающая, внизу ножки водянистая. Выраженным вкусом или запахом не обладает.
Споровый порошок светло-охристый или беловато-кремовый, споры (20—24)×(12—14) мкм, эллиптические, гладкие, бесцветные, без капель масла.

## Экология и распространение
Один из первых весенних грибов, сморчок конический плодоносит с середины апреля по конец мая — начало июня. Это сапрофит на почве во влажных, болотистых травянистых местах; обычен также на песчаных почвах. Встречается в хвойных или смешанных лесах, на опушках и полянах, в садах и парках, произрастая кучно или одиночно. Особо предпочитает пойменные леса, осинники, ольховый валежник, а также места, где почва повреждена (обочины дорог, склоны канав и оврагов, кострища, развалины и т.п.). Хорошо растет возле ясеней. В Тянь-Шане встречается до верхней границы ельников, до высоты 2600 м над уровнем моря.
Довольно редок, заметно уступая в массовости сморчку съедобному. Растёт медленно, достигает зрелого возраста за две недели.

## Сходные виды
Условно съедобные:
- Сморчок высокий (Morchella elata), который отличается более крупным размером плодового тела, цветом и расположением рёбер.

## Употребление
Условно съедобный (после предварительной термической обработки) гриб. Перед употреблением в пищу подлежит обязательному отвариванию в течение 10—15 мин, после чего отвар выливается. Употребляется в пищу в варёном, жареном и сушёном виде.
Хорошо весной поедается северным оленем (Rangifer tarandus).